# Union Sportive Quillan Haute Vallée
La Union Sportive Quillan Haute Vallée és un club de rugbi a 15 de la població occitana de Quilhan, que juga actualment al Fédérale 3. És un dels pocs clubs francesos, juntament a l'US Carmaux, en haver guanyat el títol nacional de 1a, 2a i 3a divisió.
El 2014, després de baixar a la Federal 3, US Quillan es va fusionar amb el RC Limoux Razès per convertir-se en la Union Sportif Quillan Limoux Haute Vallée de l'Aude, amb l'objectiu de mantenir el club a la Federal 3 i poder lluitar per a pujar a la Federal 2.

## Palmarès
- Campionat de França (Bouclier de Brennus):
  - Campió: 1929
  - Finalista: 1928 i 1930
- Campionat de França 2a Divisió:
  - Campió: 1964
- Campionat de França 3a Divisió:
  - Campió: 1955

### Les finals de l'US Quillan
| Data de la final   | Vencedorr       | Finalista   | Resultat | Lloc de la final                | Espectadors |
| 6 de maig de 1928  | Section Paloise | US Quillan  | 6-4      | Stade des Ponts Jumeaux, Tolosa | 20.000      |
| 19 de maig de 1929 | US Quillan      | FC Lézignan | 11-8     | Stade des Ponts Jumeaux, Tolosa | 20.000      |
| 18 de maig de 1930 | SU Agen         | US Quillan  | 4-0 AP   | Parc Lescure, Bordeus           | 28.000      |

## Jugadors emblemàtics
- Marcel Baillette
- René Biénès
- Charles Bigot (4 cops internacional des del 1930)
- Amédée Cutzach (1 - 1929)
- Joseph Desclaux
- Louis Destarac
- Jean Galia
- Eugène Ribère Originari de Thuir, el capità de l'equip de l'any 29, va ser també capità de l'équipe de France.
- Jean Bonnet
- Jean-Claude Rouan
- Marcel Soler (1 - 1929)
- Henri Pidoux
- Thierry Février